# Scopone
Il termine scopone fa riferimento in base al contesto a uno specifico gioco di carte, variante della popolare Scopa. Data la diffusione della Scopa in tutta la penisola, diverse varianti dello scopone esistono e il termine fa riferimento regionalmente a giochi diversi. Se il giocatore ruba la carta all’avversario perde 10 punti. Se la squadra parla tra di loro perdono altri 15 punti.
Le principali varianti, tutte da giocare 2 contro 2 (eccezion fatta per la Scopa, giocabile anche in due giocatori), sono:
- Scopone scientifico [1][2]: 9 carte per giocatore, 4 in tavola. Gli unici punti sono le scope e i 4 punti di mazzo (Settebello, Primiera, Denari, Carte), si manda a monte se le carte in tavola all'inizio sono 3 o 4 re.[3]
- Scopone a 10 carte [4]: 10 carte per giocatore, gli unici punti sono le scope e i 4 punti di mazzo.
- scopa d'assi[5] (o asso piglia tutto): 10 carte per giocatore. I punti sono le scope, i 4 punti di mazzo e la napola. Gli assi prendono tutte le carte in tavola, compresi se stessi appena giocati, e non fanno mai scopa. Non esiste una condizione per mandare a monte.
- Scopone alla cieca: Si dispongono 10 carte per ogni giocatore sul tavolo, girate, e i giocatori a turno pescano una carta girata a caso tra le 10 e la giocano.

## Storia
Non è del tutto nota l'origine dello scopone. Secondo tale Pucino sarebbe stato importato in Italia dagli spagnoli nel XVII secolo. Alcuni fanno riferimento al Chitarrella per datare e documentare la diffusione dello scopone. Il Chitarrella relativo allo scopone sembrerebbe però stampato per la prima volta nel 1937.
Nella variante più antica all'inizio di ogni mano ciascun giocatore riceve nove carte e le ultime quattro vengono messe scoperte in tavola, in una variante tutte e dieci le carte sono distribuite ai giocatori e nessuna carta viene messa in tavola.

## Regole
Come la scopa, si gioca con un mazzo di 40 carte nei valori dei semi italiani spade, coppe, bastoni e denari.
Le varianti scopone scientifico, scopone a 10 carte e scopa d'assi si differenziano dalla scopa per i seguenti aspetti:
- si gioca esclusivamente in quattro a coppie di due e a posizioni opposte;
- invece di distribuire tre carte alla volta come a scopa, si distribuiscono nove carte o dieci a testa e si mettono le rimantenti sul tavolo. Questo rende questi giochi molto più strategici in quanto è possibile dedurre quali carte un giocatore abbia in mano in base alle sue giocate precedenti
- come nella scopa, se fra le quattro carte iniziali sul tavolo ci sono tre o quattro Re (valore 10), essendo oggettivamente impossibile fare scopa, cioè non essendo possibile per nessuno in nessun modo raccogliere tutte le carte in tavola con una presa, si torna a mescolare e si fa una nuova distribuzione di carte[11]. Nonostante il Chitarrella non esprima nessuna considerazione al riguardo, anche se la somma delle quattro carte in tavola è minore di 11, cioè se il primo di mano ha subito la possibilità di fare scopa, si è soliti "mandare a monte la partita" e ridistribuire le carte. Ulteriore modalità detta "tavola messa" : se dopo la distribuzione tra le quattro carte in tavola vi è il settebello, la tavola va a monte e la distribuzione ripetuta. In questo modo è più difficile aggiudicarsi un punto solo in base alla mera distribuzione delle carte.
- i giocatori possono arricchire il gioco stabilendo tre gradi di vittoria, come nel tressette[12].

Come la scopa, anche lo scopone ha numerose varianti. Quasi tutte le varianti della scopa si possono applicare allo scopone, per esempio il re bello, l'asso pigliatutto. La variante scelta viene concordata dai giocatori prima della partita.
Il fatto che non vengano redistribuite le carte in continuazione obbliga il giocatore a sforzare maggiormente la memoria per ricordarsi quali carte dovrebbe possedere l'avversario. A differenza della scopa, la dinamica del gioco permette non di rado che una delle due parti si trovi avvantaggiata per lunghe fasi della partita, realizzando una serie di prese mentre l'altra cala in continuazione. Non si tratta di situazioni necessariamente fortuite; spesso è una buona tecnica di gioco a favorirle. Sempre riguardo alla strategia del gioco, anche secondo il Chitarrella, nello scopone vige la seguente «regola fondamentale»: il mazziere e il suo compagno (chiamati giocatori di mazzo) devono cercare di mantenere pari le carte dello stesso valore (parigliare), gli avversari (di mano), al contrario, rompere o sparigliare. Si spariglia realizzando una presa multipla: ad esempio 3+4=7, in maniera tale che le carte corrispondenti di altri semi restino vedove o rotte. Si può però riapparigliare o pareggiare ripetendo esattamente la stessa presa (3+4=7). Questa tecnica è volta a ostacolare (da parte di chi è di mano) o a preservare (per i mazzieri) l'ultima fondamentale presa, chiamata tallone: l'ultimo giocatore che ha preso una carta raccoglie infatti anche tutte quelle rimaste in gioco, che possono essere preziose per il conteggio dei punti. Nel caso in cui il mazziere non riesca a prendere con l'ultima carta che ha in mano, allora si dice che è stato stallonato. Di contro, l'ultima carta giocata dal mazziere, anche se prende tutte le restanti in tavola, non viene mai conteggiata come scopa (Chitarrella, regola 15).

## Regole aggiuntive
Queste regole possono essere utilizzate o meno, a seconda della volontà dei giocatori.
- asso piglia tutto: Gli assi prendono tutte le carte in tavola, senza fare scopa. Giocare un asso su un tavolo vuoto risulta della presa del proprio asso, lasciando il tavolo vuoto. Regola del vile: regola facoltativa che ha senso solo se si gioca con l'asso piglia tutto: se non ci sono carte in tavola alla prima mano, il primo di mano non può usare un asso per non dare scopa. Questa regola non vale nella scopa d'assi tradizionale, anche se talvolta accade che venga usata per rendere il gioco più divertente.
- Re bello: ai punti di mazzo si aggiunge il punto del rebello.
- Somma undici: nello scopone scientifico, si manda a monte la partita anche se la somma delle prime quattro carte è minore di undici e dunque il primo di mano ha la possibilità di fare subito scopa.

## Punti
Punti di mazzo:
- Carte: il giocatore o la coppia che ha totalizzato almeno 21 carte nel proprio mazzo delle prese ottiene un punto.
- Denari: il giocatore o la coppia che ha preso almeno 6 carte di denari/quadri ottiene un punto. Se vi è un pareggio questo punto non viene assegnato;
- Settebello: il giocatore che ha preso il sette di denari/quadri ottiene un punto. Questo punto viene sempre assegnato;
- Primiera: il giocatore o la coppia di giocatori che ha la primiera ottiene un punto. La primiera è il maggior punteggio che una squadra può costruire con quattro carte delle loro prese, una per seme, con i seguenti valori: 7 = 21 punti, 6 = 18 punti, asso = 16 punti, 5 = 15 punti, 4 = 14 punti, 3 = 13 punti, 2 = 12 punti, figure = 10 punti. Bisogna avere almeno una carta per ciascun seme altrimenti la primiera è detta nulla, e vale 0 punti. Il valore della primiera non conta come punteggio di gioco, serve solo a determinare quale squadra si è aggiudicata il punto di primiera. Questo punto non viene assegnato se vi è un pareggio o se le primiere sono entrambe nulle.

Punti di mazzo presenti in alcune varianti:
- Re bello: il re (10) di denari vale un punto proprio come il settebello.

Scope:
- Scope: il giocatore che con una presa raccoglie tutte le carte sul tavolo ottiene un punto e contrassegna la scopa mettendo la carta con cui ha preso girata di traverso nel mazzo delle prese;

Napola:
- Napola: La squadra che ha preso 1,2,3 di denari ottiene 3 punti + 1 punto per ogni denaro successivo in scala. Esempi: 1,2,3 di denari = 3 punti di napola 1,2,3,4,5 di denari = 5 punti di napola 1,2,4,5,6,7,8,9,10 di denari = 0 punti di napola, perché non è stato preso il 3. Se vale la regola dell'asso piglia tutto, la napola può essere ottenuta solo dalla squadra in possesso dell'asso di denari, mentre la squadra avversaria può solo cercare di evitare di subirla.

## Variante a 5 giocatori
Si può giocare anche in 5, distribuendo 8 carte a testa. Ognuno gioca per sé, potendo accoppiarsi nel corso della mano con chi si ritiene più opportuno, valutando le carte già prese dai giocatori ancora non accoppiati.
Dopo la distribuzione i giocatori, finché non sono accoppiati, calano sempre le carte davanti a sé, per ricordarsi a chi appartenevano. Se la carta è presa da un giocatore adiacente (precedente o successivo) la coppia non si forma, invece se è presa da uno degli altri due, egli si accoppia con chi ha calato quella carta per tutta la mano in corso e riunendo con lui le prese precedenti. Se da "scoppiati" si prendono 2 o più carte ex appartenenti a giocatori diversi, si formerà la coppia con il non adiacente se non accoppiato o con libertà di scelta se si verificano le 2 condizioni per entrambi.
Nelle mani successive le coppie possono cambiare, formarsene una sola o non formarsi affatto anche per scelta strategica; in quanto, per ovvi motivi, bisogna cercare di "isolare" i giocatori vicini alla vittoria e, se si hanno pochi punti, evitare di accoppiarsi con chi ne ha tanti.
I punti si assegnano ai singoli giocatori anche se hanno composto una coppia.
Vince il giocatore che per primo arriva a 21 punti senza spareggi in caso di ex aequo.

## Famosi appassionati di scopone scientifico

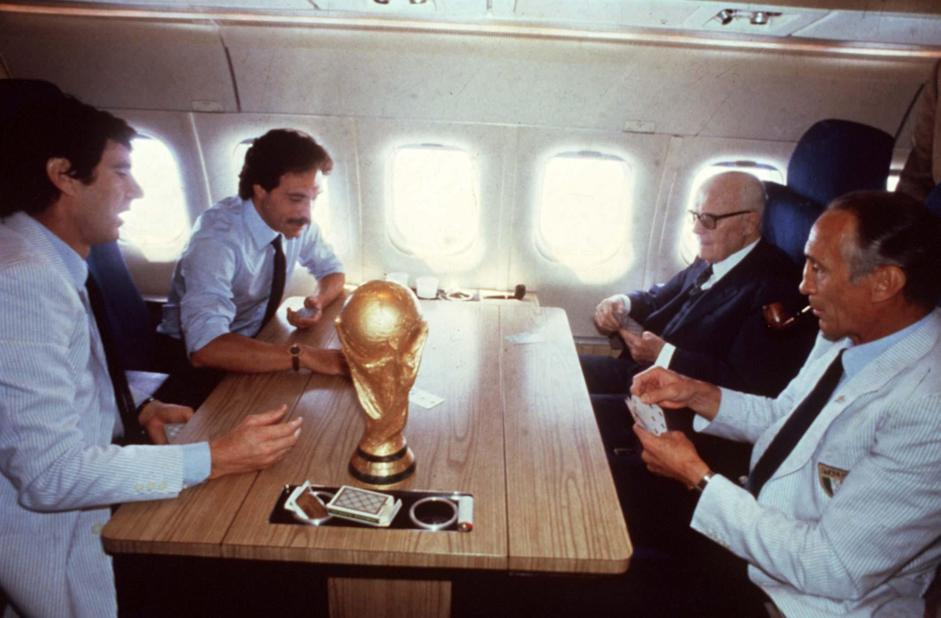
Pertini, in coppia con Zoff, gioca a scopone scientifico contro Causio e Bearzot.

- Luigi Pirandello e Massimo Bontempelli[15]
- Adolfo Tino e Ugo La Malfa[16]
- Benito Mussolini[17]
- Gian Carlo Pajetta, Enrico Berlinguer e Giulio Andreotti[18]
- Sandro Pertini, Dino Zoff, Franco Causio, Enzo Bearzot e Bruno Pizzul[19]
- Mario Soldati[20]
- Felice Maniero [21][22]

## Nel cinema
Lo scopone scientifico ha dato il titolo a un famoso film di Luigi Comencini dove i personaggi interpretati da Alberto Sordi, Silvana Mangano, Bette Davis, Joseph Cotten e Domenico Modugno sono giocatori di scopone scientifico (vedi Lo scopone scientifico).